# 関谷真美
関谷 真美（せきや まみ、1965年1月18日 - ）は、三重県出身のシンガーソングライター、ラジオパーソナリティ。

## 来歴
- 1984年、「舞夢（まいむ）」名義で出場した「第27回ポピュラーソングコンテスト全国大会」にて歌唱した『きらめきの中に』で優秀曲賞を受賞。
- 1993年4月21日に日本コロムビアよりシングル『笑顔 ～離れていても～』とアルバム『Heartily』でデビュー。
- 1995年、テイチクエンタテインメントに移籍し、シングル『Love Song For You』、『きっと、忘れない』をリリース。

## ディスコグラフィー
シングル
1. 笑顔 ～離れていても～ c/w 6月の風の中（1993年4月21日、CODA-179）
2. 裸足の週末 c/w A Friend of Mine（1993年9月21日、CODA-247）
3. Love Song For You c/w パジャマの休日（1995年9月21日、TEDN-273）
4. きっと、忘れない c/w 最後のファースト・キス（1995年12月16日、TEDN-276）

アルバム
1. Heartily（1993年4月21日、COCA-10777）
2. この空の下であなたに逢いたい（1993年10月1日、COCA-11173）
3. Song For You（1998年）
4. NOW AND FOREVER（2009年11月24日）

## 出演
- NHK教育テレビ「バーバパパ 世界をまわる」
  - OP曲『バーバパパ 世界をまわる』、ED曲『大好き!バーバパパ』

## ラジオ
- 東京Gガール（東京FM）
- ロックファイターズ（FM富士）
- パジャマのあなたと（FM愛知）
- Music Jungle（広島FM）
- スクールサウンドレター、関谷真美のランダム・タイム 〜パレス21ランダムタイムパレス21、トワイライトランデヴー、L.A.V.ラジオ、Afternoon terrace、Brightly Afternoon（FM三重）
- エムエムハウス（広島FM・FM愛知・FM沖縄）
- Heart Of AOR（スズカ・ヴォイスFM）